# Banco Hipotecario de Chile
Banco Hipotecario de Chile (BHC) fue una institución financiera que operó en Chile entre 1893 y 1983.

## Historia

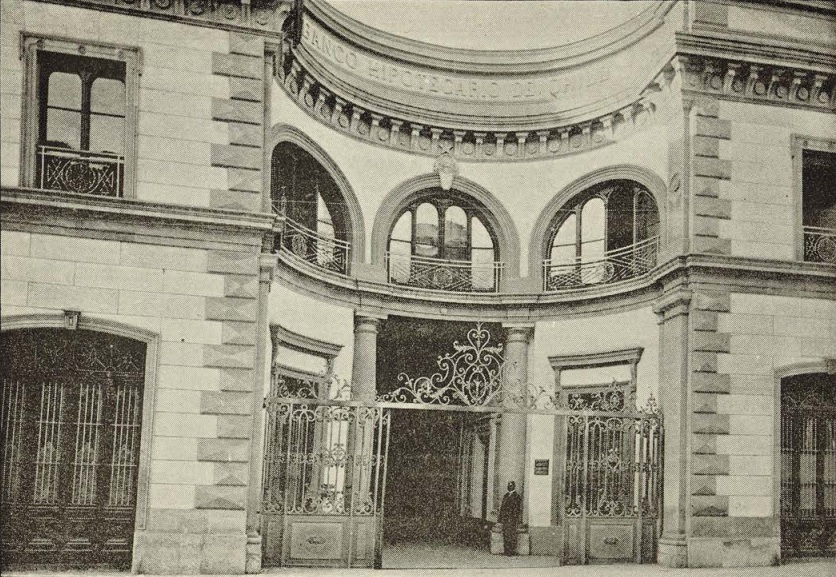
Sede del BHC en Santiago (1895), Huérfanos 837 (actualmente ocupado por el banco Santander).

Creado el 30 de octubre de 1893 y autorizado a funcionar el 28 de noviembre del mismo año, oficialmente inició sus operaciones como banco el 2 de enero de 1894 tras la fusión de tres de las más importantes entidades bancarias del siglo XIX: Banco de Valparaíso (1855), Banco Nacional de Chile (1865) y Banco Agrícola (1868), las cuales crearon —de forma simultánea— el Banco de Chile (dedicado a recepción de depósitos y descuento de valores) y el Banco Hipotecario de Chile (dedicado a otorgar préstamos sobre hipotecas de bienes raíces).
En agosto de 1896 se hizo cargo de los activos y pasivos del Banco Comercial Hipotecario, el cual había sido liquidado. En 1939 su directorio estaba compuesto por Salustio Barros (presidente), Eduardo Covarrubias (vicepresidente), Octavio Urzúa Puelma (gerente), Francisco Bulnes Correa, Manuel Ossa Covarrubias, Joaquín Echenique, Enrique Pérez Riesco, Domingo Edwards Matte, Alberto Tagle Ruiz y Máximo Valdés Fontecilla (directores).
Hacia 1952 Manuel Ossa Covarrubias era el presidente del banco, mientras que su vicepresidente era Héctor Claro Salas, el gerente era Óscar Errázuriz Ovalle, y los consejeros eran Francisco Bulnes Correa, Joaquín Echenique Gandarillas, Domingo Edwards Matte, Sergio Fernández Larraín, Enrique Pérez Riesco, Hernán Prieto Vial y Máximo Valdés Fontecilla.
El año 1965 los empresarios Fernando Larraín Peña, Javier Vial Castillo y Ricardo Claro Valdés —todos de treinta años— tomaron el control del Banco Hipotecario de Chile. La nueva administración cambió la política de inversiones desde bienes raíces a acciones de importantes compañías cuyos valores bursátiles eran una mera fracción de su valor económico. Esto les permitió tener un control significativo en la dirección de las empresas. El 14 de octubre de 1974 fue creada la «Fundación de Estudios Económicos BHC», auspiciada por el banco y sin fines de lucro, que estaba destinada a realizar estudios y análisis sobre la realidad económica. Dicha fundación fue una de las auspiciadoras de la visita que realizó Milton Friedman a Chile en marzo de 1975.

### Transformaciones y cambios de nombre
El gobierno ordenó la disolución de todos los bancos hipotecarios para el 31 de diciembre de 1976 a menos que fueran traspasados a bancos de fomento existentes o se convirtieran en nuevos bancos de fomento o instituciones financieras, por lo que el 15 de diciembre del mismo año el BHC se convirtió en un banco de fomento, cambiando de nombre y convirtiéndose en Banco Hipotecario y de Fomento de Chile.
Los principales accionistas del BHC hacia 1978 eran Javier Vial Castillo (80%), Carlos Vial Espantoso (11%), la familia Marín Larraín (4%), Luis Álvarez Marín (2,6%) y Patricio García Vela (2,1%). Hasta 1980 el banco poseía una sucursal, pasando a tener 4 al año siguiente —entre ellas una en el edificio Crillón— y disminuyendo a 2 en 1982. El 16 de agosto de 1982 el banco retorna a su denominación inicial de Banco Hipotecario de Chile. Hacia ese año su presidente era Sergio Molina Benítez y su gerente general Cristián Valdés Zegers.

### Liquidación
El 13 de enero de 1983 el Banco Hipotecario de Chile fue liquidado por la SBIF al igual que el Banco Unido de Fomento y la Financiera Ciga; en la misma fecha fueron intervenidos los bancos de Chile, de Santiago, Colocadora Nacional de Valores, Concepción e Internacional. El banco entregó en parte de pago al Banco Central de Chile 92 pinturas de su colección para saldar una porción de sus deudas. Al momento de su liquidación la deuda externa del banco era de 263 millones de dólares.
Tras la desaparición del BHC, varios de sus ejecutivos fueron investigados y procesados por estafa e infracciones a la Ley de Bancos. Se acusó a Javier Vial Castillo (expresidente del Banco de Chile), Rolf Lüders (exvicepresidente del directorio del BHC hasta agosto de 1982), Sergio Molina Benítez (exmiembro del comité ejecutivo del BHC), Héctor Ovando Cevallos (exgerente general del Banco de Chile), Cristián Valdés, Patricio Mayo Correa, Juan Manuel Castro Cuevas y Carlos José Bassino de utilizar fondos de ahorristas en el Banco de Chile para realizar especulaciones y ocultar con dichos fondos la situación de quiebra en que se encontraba el Banco Hipotecario de Chile. En noviembre de 1997 fueron declarados culpables por dichos delitos, sin embargo la Corte de Apelaciones de Santiago los absolvió en noviembre de 2002, siendo esta decisión ratificada por la Corte Suprema el 13 de agosto de 2005.